# Antarctothoa discreta
Antarctothoa discreta is een mosdiertjessoort uit de familie van de Hippothoidae. De wetenschappelijke naam van de soort is, als Lepralia discreta, voor het eerst geldig gepubliceerd in 1854 door Busk.